# Mercedes-Benz W143
Mercedes-Benz W143 — друга серію Mercedes-Benz 230, автомобіля високого класу, який випускався з 1937 по 1941 роки німецькою компанією Mercedes-Benz.

## Опис

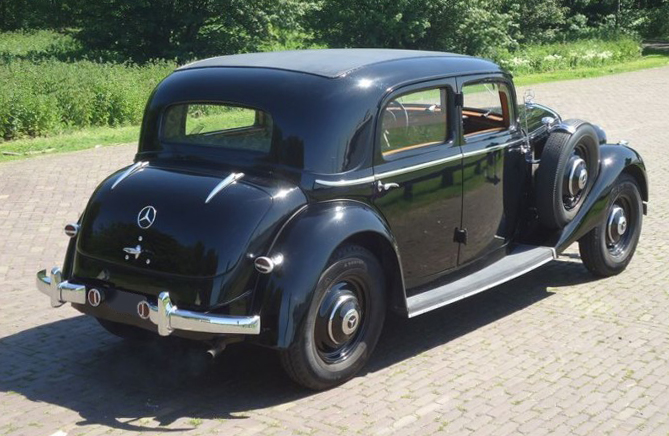
1938 Mercedes-Benz 230 (W143)

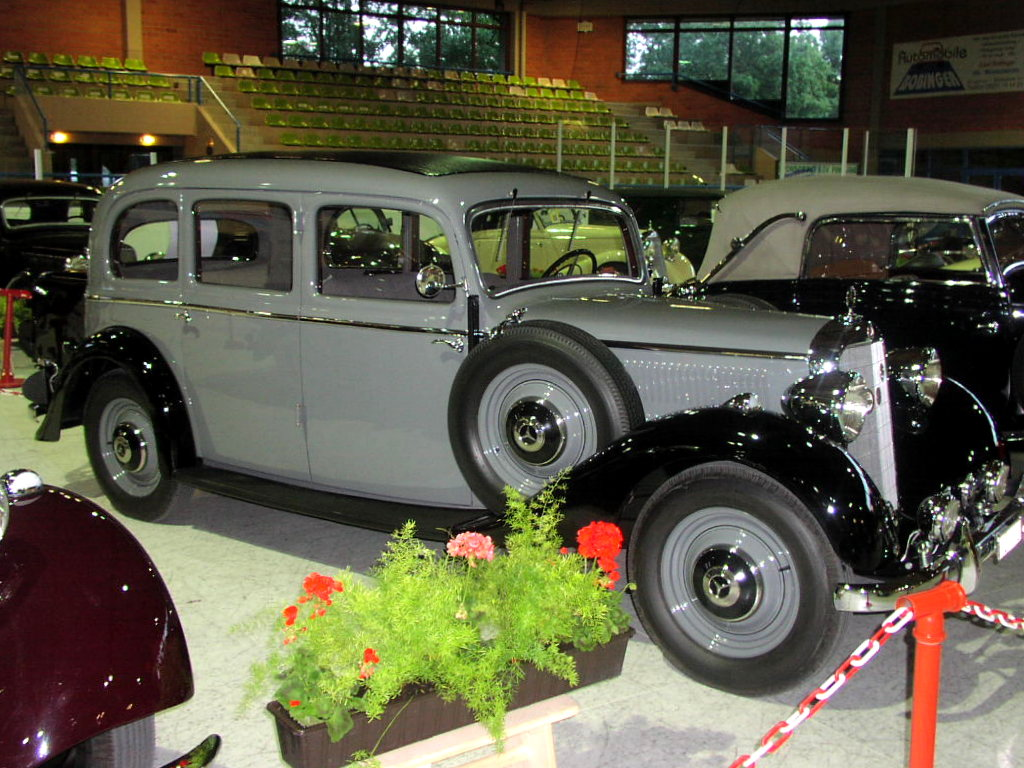
1938 Mercedes-Benz 230 limousine (W143)

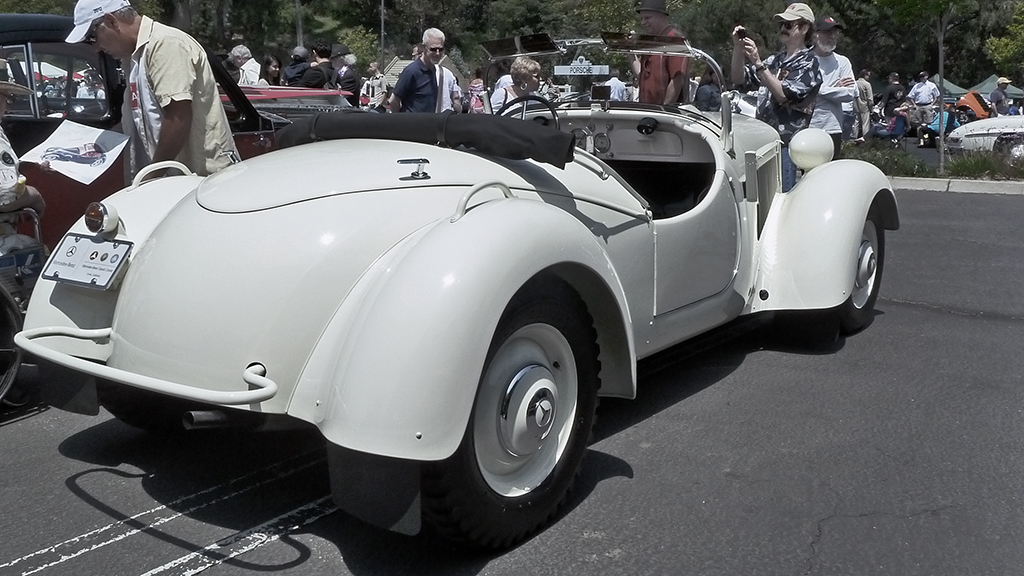
1938 Mercedes-Benz 230 S Special Roadster (W143)

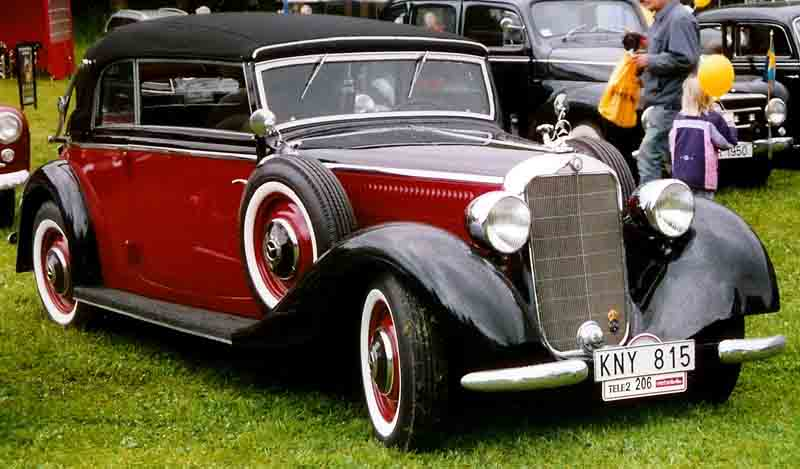
1939 Mercedes-Benz 230 Cabriolet (W143)

230 W143 був розроблений, щоб замінити попередній 230 W21, шасі якого він стволрений, у свою чергу, розроблений з проекту Ганса Нібеля та переглянутого після смерті останнього Максом Зайлером, який тимчасово зайняв його місце. Кузови нового 230 були ширшими і довшими від попередньої моделі, незважаючи на те, що перші екземпляри створювалися на шасі попередника з короткою колісною базою.
Лише з 1938 року з'явилися версії на шасі з довгою колісною базою. Загалом, однак, 230 міг бути запропонований у кількох варіантах кузова: вони коливалися від класичного лімузина до седана, від спортивного родстера до двох типів кабріолетів. Існували деякі зразки 230 з кузовом лімузин, відповідним чином модифікованим для призначення цих зразків для певного використання, наприклад для екстреного медичного втручання.
230 був оснащений двигуном M143, 2,2-літровим двигуном потужністю 55 к.с., здатним розганяти автомобіль до максимальної швидкості 116 км/год. У версії з кузовом родстер цей же двигун зазнав незначної модифікації, завдяки якій максимальна потужність досягла 58 к.с., а максимальна швидкість — 122 км/год.
Між 230 W21 і 230 W143 було кілька технічних відмінностей. Однією з найбільш очевидних була нова 4-швидкісна коробка передач (попередня модель мала 3-швидкісну коробку передач плюс четверту передачу з функцією овердрайву).
Незмінною залишилася незалежна підвіска коліс з поперечними листовими ресорами спереду та вагами, що коливаються ззаду. Гальмівна система була гідравлічною, від Ate-Lockheed, і була з чотирма барабанами.
Mercedes-Benz 230 став початком комерційного суперництва з BMW, на той час молодим виробником автомобілів із лише восьмирічним досвідом в автомобільному секторі, який пропонував аж три моделі з двигунами близько двох літрів, тобто. 320, 326 і 327. Це суперництво зберігається і сьогодні. Але у Mercedes-Benz були ще довгобазні моделі Mercedes-Benz 230, в тому числі лімузини. В 1938 році на додаток до версії з довгою колісною базою, дебютував 230 W153, в основному більш сучасний 230, з абсолютно новим шасі, а також новий 2,3-літровий двигун. Ця модель випускалася паралельно з 230 W143 до 1941 року, коли виробництво W143 було припинено. На той момент W153 випускався замість W143 ще протягом двох років, і тому його можна вважати фактичним спадкоємцем W143.
Загалом було випущено 20 290 екземплярів 230 W143.

## Двигун
- 2,229 см3 M143 I6 55 к.с. 3600 об/хв 136 Нм при 1800 об/хв